# Gonyostomus insularis
Gonyostomus insularis е вид коремоного от семейство Strophocheilidae. Видът е световно застрашен, със статут Уязвим.

## Разпространение
Разпространен е в Бразилия.